# Stephanie Lukau
Stephanie Lukau (* 14. Februar 1997 in Hamburg, Deutschland) ist eine ehemalige angolanisch-deutsche Handballspielerin, die zwei Länderspiele für die angolanische Nationalmannschaft bestritt.

## Karriere

### Im Verein
Lukau, deren Eltern aus Angola stammen, ist in Deutschland geboren. Sie erlernte das Handballspielen beim schleswig-holsteinischen Verein TuS Aumühle/Wohltorf. Da ihr Verein damals dem Hamburger Handball-Verband angehörte, gewann sie im Jahr 2011 mit der Aumühler C-Jugend die Hamburger Meisterschaft. Bei der anschließend ausgetragenen norddeutschen Meisterschaft erreichte ihre Mannschaft den dritten Platz. Im Frühjahr 2012 wechselte die Torhüterin in die Jugendabteilung des Buxtehuder SV. Mit Buxtehude gewann sie 2014 die deutsche B-Jugendmeisterschaft sowie 2016 die deutsche A-Jugendmeisterschaft. Weiterhin belegte sie mit der A-Jugend in den Jahren 2014 und 2015 jeweils den dritten Platz bei der deutschen Meisterschaft.
Lukau sammelte ab der Saison 2014/15 in der zweiten Damenmannschaft des Buxtehuder SV, die in der 3. Liga antrat, zusätzliche Spielpraxis im Erwachsenenbereich. Nach ihrem letzten Jugendjahr wechselte sie im Jahr 2016 zum Drittligisten SV Allensbach. Nachdem Allensbach zweimal in Folge den Aufstieg verpasst hatte, suchte Lukau beim Zweitligisten TG Nürtingen eine neue Herausforderung. Ein Jahr später wechselte sie zum TV Nellingen, der nach dem Rückzug aus der Bundesliga  einen Neuanfang in der 3. Liga begann. Als Lukau im Jahr 2022 ihr Linguistik-Studium an der Universität Stuttgart beendet hatte, schloss sie sich dem Zweitligisten ESV 1927 Regensburg an. Dort beendete sie nach der Saison 2023/24 ihre Karriere.

### In Auswahlmannschaften
Lukau gehörte dem Kader der Hamburger Landesauswahl des Jahrganges 1997 an, mit der sie im Jahr 2013 den dritten Platz beim DHB-Länderpokal belegte. Lukau wurde als beste Torhüterin des Turniers ausgezeichnet und erhielt anschließend eine Einladung für die deutsche Jugendnationalmannschaft, jedoch entschied sie sich für Angola aufzulaufen. Im November 2014 nahm Lukau erstmals an einem Lehrgang der angolanischen Nationalmannschaft teil. Für Angola hütete sie jeweils einmal das Tor gegen Brasilien und Portugal.